# تقرير غارسيا
تقرير غارسيا هو خلاصة تحقيق قاده مايكل غارسيا في مزاعم فساد في كرة القدم العالمية. كلف غارسيا، في يوليو 2012، بالتحقيق في الانتهاكات الأخلاقية التي حدثت في الاتحاد الدولي لكرة القدم (الفيفا). وبعد شهر، أعلن عن تحقيق في اتهامات علنية متكررة بالرشوة والفساد في ترشيحات كأس العالم فيفا 2018 و2022، والتي فازت بها روسيا وقطر في 2010 على التوالي.
بعد عامين من التحقيقات، قدم غارسيا تقريرا في 350 صفحة في سبتمبر 2014، إلى هانز يواكيم إيكرت، رئيس هيئة التحكيم في الفيفا بشأن المسائل الأخلاقية. رفض إيكرت نشر التقرير، مستشهداً بأسباب قانونية مختلفة، وبدلاً من ذلك أصدر ملخصا له مكون من 42 صفحة في نوفمبر 2014. لاقى ملخص إيكرت انتقادا في وسائل الإعلام باعتباره تبييضًا؛ ووصفه غارسيا بأنه «غير مكتمل ماديا». وبعد مناشدة للفيفا بنشر التقرير الكامل دون جدوى، استقال غارسيا احتجاجًا.
على مدى السنوات التالية، كان هناك الكثير من التكهنات في وسائل الإعلام بشأن محتويات التقرير، لا سيما الجوانب التي تركها إيكرت من ملخصه وشعر غارسيا بأنها خطيرة بما يكفي لتبرير استقالته. في يونيو 2017، أعلنت صحيفة بيلد الألمانية بأنها حصلت على نسخة مسربة من التقرير وتخطط لنشره. في اليوم التالي، أصدرت الفيفا تقرير غارسيا مستبقة التغطية الصحفية.

## روابط خارجية
- تقرير عن التحقيق في عملية تقديم ملف كأس العالم لكرة القدم 2018/2022
- تقرير عن القضايا المتعلقة بفريق العطاءات الأمريكية
- تقرير عن القضايا المتعلقة بفريق العطاء الروسي
- ملخص هانز يواكيم إيكرت، صدر في 13 نوفمبر 2014